# Jiří Pelán
Jiří Pelán (* 19. července 1950 Český Krumlov) je český literární historik a překladatel, především z románských jazyků, a vysokoškolský pedagog na Filozofické fakultě Univerzity Karlovy.

## Životopis
Po maturitě na SVVŠ v Českém Krumlově vystudoval Filosofickou fakultu Univerzity Karlovy, obor francouzština, italština a srovnávací literatura. Doktorát z filosofie získal roku 1974. V letech 1975–1991 pracoval jako redaktor a šéfredaktor (1990–1991) nakladatelství Odeon. V roce 2017 byl jmenován na základě návrhu Vědecké rady Jihočeské univerzity profesorem v oboru Dějiny novější české literatury.
Od roku 1991 působí na FF UK v Ústavu románských studií. Zabývá se především románskými literaturami. Pod jeho vedením vznikl Slovník italských spisovatelů (2004). V roce 2002 získal Státní cenu za překladatelské dílo.

## Dílo
- 2000: Kapitoly z francouzské a italské literatury (Praha: Torst)
- 2002: Bohumil Hrabal: pokus o portrét (Praha: Torst)
- 2007: Kapitoly z francouzské, italské a české literatury (Praha: Karolinum)
- 2020: Italská renesanční literatura I-II

### Překlady
- z francouzštiny
- z italštiny
- staročeštiny
- z portugalštiny
- z němčiny